# Offignies
Offignies é uma comuna francesa na região administrativa de Altos da França, no departamento de Somme. Estende-se por uma área de 4,47 km². Em 2010 a comuna tinha 80 habitantes (densidade: 17,9 hab./km²).